# Esenbeckia mexicana
Esenbeckia mexicana är en tvåvingeart som beskrevs av Philip 1954. Esenbeckia mexicana ingår i släktet Esenbeckia och familjen bromsar. Inga underarter finns listade i Catalogue of Life.